# Herbert Kuscha
Herbert Kuscha (* 27. Oktober 1960) ist ein ehemaliger deutscher Fußballspieler. In den Jahren 1979 und 1980 spielte er für den 1. FC Union Berlin in der DDR-Oberliga, der höchsten ostdeutschen Fußball-Liga. Kuscha ist zehnfacher DDR-Junioren-Nationalspieler.

## Sportliche Laufbahn
Kuscha kam 1974 von der Ost-Berliner Betriebssportgemeinschaft (BSG) Lokomotive Schöneweide zur Nachwuchsabteilung des 1. FC Union Berlin. Als Juniorenspieler wurde der DDR-Fußball-Verband auf den jungen Stürmer aufmerksam und nahm ihn 1978 in den Kader der Junioren-Nationalmannschaft auf. Am 9. April 1978 bestritt Kuscha sein erstes von zehn Junioren-Länderspielen. In der Begegnung Rumänien – DDR (1:1) wurde er als Linksaußenstürmer eingesetzt und erzielte das Tor für die DDR-Mannschaft. Nach seiner Schulausbildung hatte er eine Lehre zum Autoschlosser absolviert.
Zur Saison 1978/79 nominierte der 1. FC Union den 1,80 m großen Kuscha als Stürmer für die Nachwuchsoberliga. Gegen Ende der Saison setzte ihn Trainer Heinz Werner aber bereits in der DDR-Oberliga ein. Sein erstes Oberligaspiel absolvierte Kuscha am 19. Mai 1979 in der Begegnung des 22. Spieltages Union Berlin – Wismut Aue (1:2), als er in der 61. Minute eingewechselt wurde. Es folgten drei weitere Kurzeinsätze. 1979/80 stand Kuscha offiziell im Aufgebot der Oberligamannschaft. In dieser Spielzeit vertrat er zeitweise den Stammlinksaußen Peter Wirth, kam aber nur auf neun Einsätze in der Oberliga, ohne einmal 90 Minuten lang gespielt zu haben. Nach dieser Saison stieg Union in die zweitklassige DDR-Liga ab. In der Spielzeit 1980/81 wurde Kuscha nur in der drittklassigen Bezirksligamannschaft Union II eingesetzt. Im März 1981 wurde er wegen disziplinarischer Verfehlungen vom Klub ausgeschlossen und vom DDR-Fußball-Verband für ein halbes Jahr gesperrt. In seiner kurzen Karriere beim 1. FC Union Berlin hatte Kuscha nur 14 Pflichtspiele für die 1. Mannschaft absolviert, darunter ein Pokalspiel, und lediglich ein Tor erzielt.
Im November 1982 wurde er für 18 Monate zum Armeedienst eingezogen und spielte in dieser Zeit bei der Armeesportgemeinschaft Vorwärts Hagenow in der Bezirksliga Schwerin. Im Mai 1984 kehrte Kuscha nach Ost-Berlin zurück und schloss sich dem Bezirksligisten BSG Kabelwerk Oberspree (KWO) an. 1985 wurde er mit den Kabelwerkern Bezirksmeister, die jedoch anschließend in der Aufstiegsrunde zur DDR-Liga scheiterten. Daraufhin wechselte Kuscha zur BSG Motor Ludwigsfelde in die Bezirksliga Potsdam und wurde mit ihr 1986 erneut Bezirksmeister. Die Ludwigsfelder stiegen automatisch in die DDR-Liga auf, sodass Kuscha bis 1987 Zweitligafußball spielen konnte. Noch während der Saison 1987/88 schied er bei Ludwigsfelde aus und kehrte Anfang 1988 zur BSG Kabelwerk Oberspree in die Ost-Berliner Bezirksliga zurück. Im Sommer 1988 wurde er zum dritten Mal in seiner Laufbahn Bezirksmeister und spielte anschließend mit der BSG KWO bis zu deren Auflösung 1990 wieder in der DDR-Liga.
Anschließend tourte Kuscha bis zum Ende der 1990er Jahre durch verschiedene Berliner Vereine, Anfangs noch in der Oberliga für die Reinickendorfer Füchse und Marathon Berlin. Ab 1994 spielte er nur noch unterklassig beim Club Italia Berlin, beim FC Jugoslavija Berlin und beim Berliner SV 92, wo er 1999 seine Laufbahn als Fußballspieler beendete.